# Velimir Radinovic
Velimir Radinovic, né le 17 janvier 1981 à Toronto (Canada), est un joueur de basket-ball professionnel Serbo-Canadien. Il mesure 2,12 m.

## Université
- 2000-2004 :  University of Ohio State (NCAA 1)

## Clubs
- 2004-2005 :  Reflex Belgrade (1re division)
- 2005-2006 :  FMP Zeleznik (1re division)
- 2006-2007 :  Hemofarm Vrsac (1re division)
- 2007-???? :  Clermont (Pro A)
- 2008-2009 :  Iraklis Salonique
- 2010–2011 :  Mitteldeutscher Basketball Club
- 2011-2012 :  Walter Tigers Tübingen